# Cricrió-de-cinta-vermelha
O cricrió-de-cinta-vermelha ou guarda-bosques-cricrió (Lipaugus streptophorus) é uma espécie de ave da família Cotingidae.
Pode ser encontrada nos seguintes países: Brasil, Guiana e Venezuela.
Os seus habitats naturais são: regiões subtropicais ou tropicais húmidas de alta altitude.